# Portugal en la Eurocopa 2016
La selección de fútbol de Portugal fue una de las 24 selecciones que participó en la Eurocopa 2016, que se disputó en Francia entre el 10 de junio y el 10 de julio de 2016. Fue su séptima participación en el torneo y la sexta consecutiva desde Inglaterra 1996.
Tras superar sin problemas su grupo de clasificación, en el torneo fue encuadrado en el grupo F junto a Hungría, Islandia y Austria. A pesar de llegar como amplio favorito gracias a la presencia de Cristiano Ronaldo, el equipo apenas clasificó a octavos de final como mejor tercero. Pero en las fases de eliminación directa, el equipo mejoró en su juego y derrotó a Croacia en octavos,  Polonia en cuartos  y a Gales en semifinales. 
En la final enfrentaría al anfitrión Francia; en el primer tiempo sufriría la baja de Cristiano por lesión y tras resistir los embates de Francia con gran actuación de su bloque defensivo liderado por su arquero Rui Patricio y el defensa Pepe, forzaría al partido a instancias de tiempo extra. En el minuto 109 de partido, Eder anotaría el único gol con el que los lusos ganarían el torneo.
Al ganar la final, Portugal logró su primer título absoluto en selecciones y se convirtió en la décima nación diferente en ganar la Eurocopa, doce años después de perder su primera final, en casa en el torneo de 2004.

## Clasificación
| Equipo    | Pts | PJ | PG | PE | PP | GF | GC | Dif |
| --------- | --- | -- | -- | -- | -- | -- | -- | --- |
| Portugal  | 21  | 8  | 7  | 0  | 1  | 11 | 5  | 6   |
| Albania   | 14  | 8  | 4  | 2  | 2  | 10 | 5  | 5   |
| Dinamarca | 12  | 8  | 3  | 2  | 2  | 8  | 5  | 3   |
| Serbia    | 4   | 8  | 2  | 1  | 5  | 8  | 13 | -5  |
| Armenia   | 2   | 8  | 0  | 2  | 6  | 5  | 14 | -9  |

## Preparación
Datos correspondientes al periodo entre la finalización de la Copa Mundial de Fútbol de 2014 y el inicio de la Eurocopa 2016

#### Francia vs Portugal
| 11 de octubre de 2014 | Francia                  | 2:1 (1:0) | Portugal               | Stade de France, Saint-Denis |                              |
|                       | - Benzema 3' - Pogba 69' | Reporte   | - Quaresema 77' (pen.) | Árbitro(s): Szymon Marciniak | Árbitro(s): Szymon Marciniak |

| Uniformes | Uniformes |
| --------- | --------- |
|           |           |

#### Argentina vs. Portugal
| 18 de noviembre de 2014 | Argentina | 0:1 (0:0) | Portugal        | Old Trafford, Mánchester                                    |                                                             |
|                         |           | Reporte   | Guerreiro 90+1' | Asistencia: 40 000 espectadores Árbitro(s): Martin Atkinson | Asistencia: 40 000 espectadores Árbitro(s): Martin Atkinson |

| Uniformes | Uniformes |
| --------- | --------- |
|           |           |

#### Portugal vs Cabo Verde
| 31 de marzo de 2015 | Portugal | 0:2 (0:2) | Cabo Verde              | Estadio António Coimbra da Mota, Estoril                  |                                                           |
|                     |          | Reporte   | - Fortes 38' - Gegé 43' | Asistencia: 3 500 espectadores Árbitro(s): Ovidiu Haţegan | Asistencia: 3 500 espectadores Árbitro(s): Ovidiu Haţegan |

| Uniformes | Uniformes |
| --------- | --------- |
|           |           |

#### Italia vs Portugal
| 16 de junio de 2015 | Italia     | 0:1 (0:0) | Portugal | Stade de Genève, Ginebra                                   |                                                            |
|                     | - Éder 52' | Reporte   |          | Asistencia: 18 024 espectadores Árbitro(s): Stephan Studer | Asistencia: 18 024 espectadores Árbitro(s): Stephan Studer |

| Uniformes | Uniformes |
| --------- | --------- |
|           |           |

#### Portugal vs Francia
| 4 de septiembre de 2015 | Portugal | 0:1 (0:0) | Francia        | Estadio José Alvalade, Lisboa                              |                                                            |
|                         |          | Reporte   | - Valbuena 85' | Asistencia: 39 853 espectadores Árbitro(s): Danny Makkelie | Asistencia: 39 853 espectadores Árbitro(s): Danny Makkelie |

| Uniformes | Uniformes |
| --------- | --------- |
|           |           |

#### Rusia vs Portugal
| 14 de noviembre de 2015 | Rusia          | 1:0 (0:0) | Portugal | Kuban Stadium, Kuban                                      |                                                           |
|                         | - Shirókov 89' | Reporte   |          | Asistencia: 30 000 espectadores Árbitro(s): Milorad Mažić | Asistencia: 30 000 espectadores Árbitro(s): Milorad Mažić |

| Uniformes | Uniformes |
| --------- | --------- |
|           |           |

#### Luxemburgo vs Portugal
| 17 de noviembre de 2015 | Luxemburgo | 0:2 (0:1) | Portugal                     | Stade Josy Barthel, Luxemburgo                          |                                                         |
|                         |            | Reporte   | - André André 30' - Nani 88' | Asistencia: 8 031 espectadores Árbitro(s): Tony Chapron | Asistencia: 8 031 espectadores Árbitro(s): Tony Chapron |

| Uniformes | Uniformes |
| --------- | --------- |
|           |           |

#### Portugal vs Bulgaria
| 25 de marzo de 2016 | Portugal | 0:1 (0:0) | Bulgaria         | Estadio Dr. Magalhães Pessoa, Leiría                          |                                                               |
|                     |          | Reporte   | - Marcelinho 19' | Asistencia: 19 355 espectadores Árbitro(s): Carlos Clos Gómez | Asistencia: 19 355 espectadores Árbitro(s): Carlos Clos Gómez |

| Uniformes | Uniformes |
| --------- | --------- |
|           |           |

#### Portugal vs Bélgica
| 29 de marzo de 2016 | Portugal                 | 2:1 (2:0) | Bélgica      | Estadio Dr. Magalhães Pessoa, Leiría                         |                                                              |
|                     | - Nani 20' - Ronaldo 40' | Reporte   | - Lukaku 62' | Asistencia: 21 157 espectadores Árbitro(s): Stephan Klossner | Asistencia: 21 157 espectadores Árbitro(s): Stephan Klossner |

| Uniformes | Uniformes |
| --------- | --------- |
|           |           |

#### Portugal vs Noruega
| 29 de mayo de 2016 | Portugal                                  | 3:0 (1:0) | Noruega | Estádio do Dragão, Oporto                                  |                                                            |
|                    | - Quaresma 13' - Guerreiro 65' - Éder 70' | Reporte   |         | Asistencia: 30 000 espectadores Árbitro(s): Padraig Sutton | Asistencia: 30 000 espectadores Árbitro(s): Padraig Sutton |

| Uniformes | Uniformes |
| --------- | --------- |
|           |           |

#### Inglaterra vs Portugal
| 2 de junio de 2016 | Inglaterra     | 1:0 (0:0) | Portugal | Estadio de Wembley, Londres                             |                                                         |
|                    | - Smalling 86' | Reporte   |          | Asistencia: 82 503 espectadores Árbitro(s): Marco Guida | Asistencia: 82 503 espectadores Árbitro(s): Marco Guida |

| Uniformes | Uniformes |
| --------- | --------- |
|           |           |

#### Portugal vs Estonia
| 8 de junio de 2016 | Portugal                                                                 | 7:0 (3:0) | Estonia | Estádio da Luz, Lisboa                                     |                                                            |
|                    | - Ronaldo 36' 45' - Quaresma 39' 77' - Pereira 55' - Mets 61' - Éder 80' |           |         | Asistencia: 52 536 espectadores Árbitro(s): Bart Vertenten | Asistencia: 52 536 espectadores Árbitro(s): Bart Vertenten |

| Uniformes | Uniformes |
| --------- | --------- |
|           |           |

## Convocatoria
Los siguientes futbolistas fueron los seleccionados para acudir al torneo:
| #     | Nombre                | Posición      | Edad | PJ  | Goles | Club                 |
| ----- | --------------------- | ------------- | ---- | --- | ----- | -------------------- |
| 1     | Rui Patrício          | Portero       | 27   | 49  | 0     | Sporting de Lisboa   |
| 2     | Bruno Alves           | Defensa       | 33   | 86  | 11    | Fenerbahçe SK        |
| 3     | Pepe 3.º              | Defensa       | 33   | 75  | 3     | Real Madrid C. F.    |
| 4     | José Fonte            | Defensor      | 31   | 13  | 0     | Southampton F. C.    |
| 5     | Raphaël Guerreiro     | Defensa       | 22   | 10  | 2     | Borussia Dortmund    |
| 6     | Ricardo Carvalho      | Defensa       | 37   | 89  | 6     | A. S. Mónaco         |
| 7     | Cristiano Ronaldo 1.º | Delantero     | 31   | 131 | 61    | Real Madrid C. F.    |
| 8     | João Moutinho         | Mediocampista | 29   | 87  | 4     | A. S. Mónaco         |
| 9     | Éder                  | Delantero     | 27   | 28  | 3     | S.D. Amorebieta      |
| 10    | João Mário            | Mediocampista | 22   | 15  | 0     | Sporting de Portugal |
| 11    | Vieirinha             | Mediocampista | 30   | 25  | 1     | VfL Wolfsburgo       |
| 12    | Anthony Lopes         | Portero       | 25   | 4   | 0     | Olympique de Lyon    |
| 13    | Danilo Pereira        | Mediocampista | 24   | 24  | 1     | FC Porto             |
| 14    | William Carvalho      | Mediocampista | 24   | 23  | 0     | Sporting de Lisboa   |
| 15    | André Gomes           | Mediocampista | 22   | 12  | 0     | Valencia CF          |
| 16    | Renato Sanches        | Mediocampista | 18   | 9   | 1     | Bayern Múnich        |
| 17    | Nani 2.º              | Mediocampista | 28   | 101 | 19    | Valencia CF          |
| 18    | Rafa Silva            | Delantero     | 23   | 9   | 0     | Sporting Braga       |
| 19    | Eliseu Pereira        | Defensa       | 32   | 17  | 1     | SL Benfica           |
| 20    | Ricardo Quaresma      | Delantero     | 32   | 54  | 8     | Besiktas JK          |
| 21    | Cédric Soares         | Defensa       | 24   | 12  | 0     | Southampton F. C.    |
| 22    | Eduardo dos Reis      | Portero       | 33   | 35  | 0     | Dinamo Zagreb        |
| 23    | Adrien Silva          | Mediocampista | 27   | 10  | 0     | Sporting de Lisboa   |
| D. T. | Fernando Santos       |               |      |     |       |                      |

## Participación

### Partidos
| Fecha       | Lugar       | Instancia        | Local    |                     | Resultado               |                     | Visitante |
| ----------- | ----------- | ---------------- | -------- | ------------------- | ----------------------- | ------------------- | --------- |
| 14 de junio | Saint-Denis | Fase de grupos   | Portugal | Bandera de Portugal | 1:1 (1:0)               | Bandera de Islandia | Islandia  |
| 18 de junio | París       | Fase de grupos   | Portugal | Bandera de Portugal | 0:0                     | Bandera de Austria  | Austria   |
| 22 de junio | Lyon        | Fase de grupos   | Hungría  | Bandera de Hungría  | 3:3 (1:1)               | Bandera de Portugal | Portugal  |
| 25 de junio | Lens        | Octavos de final | Croacia  | Bandera de Croacia  | 0:1 (0:0, 0:0) (t.s.)   | Bandera de Portugal | Portugal  |
| 30 de junio | Marsella    | Cuartos de final | Polonia  | Bandera de Polonia  | 1:1 (1:1, 1:1) (3:5 p.) | Bandera de Portugal | Portugal  |
| 6 de julio  | Lyon        | Semifinales      | Portugal | Bandera de Portugal | 2:0 (0:0)               | Bandera de Gales    | Gales     |
| 10 de julio | Saint-Denis | Final            | Portugal | Bandera de Portugal | 1:0 (0:0, 0:0) (t.s.)   | Bandera de Francia  | Francia   |

### Grupo F
| Selección | Pts | PJ | PG | PE | PP | GF | GC | Dif |
| --------- | --- | -- | -- | -- | -- | -- | -- | --- |
| Hungría   | 5   | 3  | 1  | 2  | 0  | 6  | 4  | 2   |
| Islandia  | 5   | 3  | 1  | 2  | 0  | 4  | 3  | 1   |
| Portugal  | 3   | 3  | 0  | 3  | 0  | 4  | 4  | 0   |
| Austria   | 1   | 3  | 0  | 1  | 2  | 1  | 4  | −3  |

#### Portugal vs. Islandia
| 14 de junio de 2016, 21:00                                    | Portugal | 1:1 (1:0) | Islandia      | Stade Geoffroy-Guichard, Saint-Étienne                   |                                                          |
|                                                               | Nani 31' | Reporte   | Bjarnason 50' | Asistencia: 38 742 espectadores Árbitro(s): Cüneyt Çakır | Asistencia: 38 742 espectadores Árbitro(s): Cüneyt Çakır |
| Birkir Bjarnason convierte el primer gol islandés en Eurocopa |          |           |               |                                                          |                                                          |

| Uniformes | Uniformes |
| --------- | --------- |
|           |           |

#### Portugal vs. Austria
| 18 de junio de 2016, 21:00 | Portugal | 0:0     | Austria | Parque de los Príncipes, París                             |                                                            |
|                            |          | Reporte |         | Asistencia: 44 291 espectadores Árbitro(s): Nicola Rizzoli | Asistencia: 44 291 espectadores Árbitro(s): Nicola Rizzoli |

| Uniformes | Uniformes |
| --------- | --------- |
|           |           |

#### Hungría vs. Portugal
| 22 de junio de 2016, 18:00 | Hungría                      | 3:3 (1:1) | Portugal                    | Stade des Lumières, Lyon                                    |                                                             |
|                            | Gera 19' · Dzsudzsák 47' 55' | Reporte   | Nani 42' · Ronaldo 50', 62' | Asistencia: 55 514 espectadores Árbitro(s): Martin Atkinson | Asistencia: 55 514 espectadores Árbitro(s): Martin Atkinson |

| Uniformes | Uniformes |
| --------- | --------- |
|           |           |

### Octavos de final

#### Croacia vs. Portugal
| 25 de junio de 2016, 21:00 | Croacia | 0:1 (0:0, 0:0) (t. s.) | Portugal      | Stade Bollaert-Delelis, Lens                                        |                                                                     |
|                            |         | Reporte                | Quaresma 117' | Asistencia: 33 523 espectadores Árbitro(s): Carlos Velasco Carballo | Asistencia: 33 523 espectadores Árbitro(s): Carlos Velasco Carballo |

| Uniformes | Uniformes |
| --------- | --------- |
|           |           |

### Cuartos de final

#### Polonia vs. Portugal
| 30 de junio de 2016, 21:00 | Polonia                                     | 1:1 (1:1, 1:1) (t. s.)(3:5 p.) | Portugal                                       | Stade Vélodrome, Marsella                               |                                                         |
|                            | Lewandowski 2'                              | Reporte                        | Sanches 33'                                    | Asistencia: 62 940 espectadores Árbitro(s): Felix Brych | Asistencia: 62 940 espectadores Árbitro(s): Felix Brych |
|                            |                                             | Tiros desde el punto penal     |                                                |                                                         |                                                         |
|                            | Lewandowski · Milik · Glik · Błaszczykowski |                                | Ronaldo · Sanches · Moutinho · Nani · Quaresma |                                                         |                                                         |

| Uniformes | Uniformes |
| --------- | --------- |
|           |           |

### Semifinales

#### Portugal vs. Gales
| 6 de julio de 2016, 21:00 | Portugal               | 2:0 (0:0) | Gales | Stade des Lumières, Lyon                                   |                                                            |
|                           | Ronaldo 50' · Nani 53' | Reporte   |       | Asistencia: 55 679 espectadores Árbitro(s): Jonas Eriksson | Asistencia: 55 679 espectadores Árbitro(s): Jonas Eriksson |

| Uniformes | Uniformes |
| --------- | --------- |
|           |           |

### Final

#### Francia vs. Portugal
| 10 de julio de 2016, 21:00 | Portugal  | 1:0 (0:0, 0:0) (t. s.) | Francia | Stade de France, Saint-Denis                                 |                                                              |
|                            | Éder 109' | Reporte                |         | Asistencia: 75 868 espectadores Árbitro(s): Mark Clattenburg | Asistencia: 75 868 espectadores Árbitro(s): Mark Clattenburg |

| 1     | Guardameta     | Rui Patrício      |     |
| 3     | Defensa        | Pepe              |     |
| 4     | Defensa        | José Fonte        |     |
| 5     | Defensa        | Raphaël Guerreiro |     |
| 21    | Defensa        | Cédric Soares     |     |
| 10    | Centrocampista | João Mário        |     |
| 14    | Centrocampista | William Carvalho  |     |
| 16    | Centrocampista | Renato Sanches    | 79' |
| 23    | Centrocampista | Adrien Silva      | 66' |
| 7     | Delantero      | Cristiano Ronaldo | 25' |
| 17    | Delantero      | Nani              |     |
| D. T. | D. T.          | Fernando Santos   |     |

| 1     | Guardameta     | Hugo Lloris       |      |
| 3     | Defensa        | Patrice Evra      |      |
| 19    | Defensa        | Bacary Sagna      |      |
| 21    | Defensa        | Laurent Koscielny |      |
| 22    | Defensa        | Samuel Umtiti     |      |
| 8     | Centrocampista | Dimitri Payet     | 58'  |
| 14    | Centrocampista | Blaise Matuidi    |      |
| 15    | Centrocampista | Paul Pogba        |      |
| 18    | Centrocampista | Moussa Sissoko    | 110' |
| 7     | Delantero      | Antoine Griezmann |      |
| 9     | Delantero      | Olivier Giroud    | 78'  |
| D. T. | D. T.          | Didier Deschamps  |      |

| 20 | Delantero      | Ricardo Quaresma | 25' |
| 8  | Centrocampista | João Moutinho    | 66' |
| 9  | Delantero      | Éder             | 79' |

| 20 | Delantero | Kingsley Coman      | 58'  |
| 10 | Delantero | André-Pierre Gignac | 78'  |
| 11 | Delantero | Anthony Martial     | 110' |

| 109' | Éder | 1:0 |

| 34' · 62' · 95' · 98' · 120'+3' | Cédric Soares João Mário Raphaël Guerreiro William Carvalho Rui Patrício |

| 80' · 97' · 107' · 115' | Samuel Umtiti Blaise Matuidi Laurent Koscielny Paul Pogba |

| Principal  | Mark Clattenburg                                                 |
| Asistentes | Simon Beck                                                       |
|            | Jake Collin Asistentes adicionales Anthony Taylor Andre Marriner |
| Cuarto     | Viktor Kassai                                                    |
| Quinto     | György Ring                                                      |

|                    |     |     |
| Tiros              | 9   | 18  |
| Tiros a puerta     | 3   | 7   |
| Faltas             | 12  | 13  |
| Saques de esquina  | 5   | 9   |
| Penaltis           | 0   | 0   |
| Fueras de juego    | 1   | 2   |
| Posesión del balón | 47% | 53% |

| Alineación inicial |

| 1     | Guardameta     | Rui Patrício      |     |
| 3     | Defensa        | Pepe              |     |
| 4     | Defensa        | José Fonte        |     |
| 5     | Defensa        | Raphaël Guerreiro |     |
| 21    | Defensa        | Cédric Soares     |     |
| 10    | Centrocampista | João Mário        |     |
| 14    | Centrocampista | William Carvalho  |     |
| 16    | Centrocampista | Renato Sanches    | 79' |
| 23    | Centrocampista | Adrien Silva      | 66' |
| 7     | Delantero      | Cristiano Ronaldo | 25' |
| 17    | Delantero      | Nani              |     |
| D. T. | D. T.          | Fernando Santos   |     |

| 1     | Guardameta     | Hugo Lloris       |      |
| 3     | Defensa        | Patrice Evra      |      |
| 19    | Defensa        | Bacary Sagna      |      |
| 21    | Defensa        | Laurent Koscielny |      |
| 22    | Defensa        | Samuel Umtiti     |      |
| 8     | Centrocampista | Dimitri Payet     | 58'  |
| 14    | Centrocampista | Blaise Matuidi    |      |
| 15    | Centrocampista | Paul Pogba        |      |
| 18    | Centrocampista | Moussa Sissoko    | 110' |
| 7     | Delantero      | Antoine Griezmann |      |
| 9     | Delantero      | Olivier Giroud    | 78'  |
| D. T. | D. T.          | Didier Deschamps  |      |

| 20 | Delantero      | Ricardo Quaresma | 25' |
| 8  | Centrocampista | João Moutinho    | 66' |
| 9  | Delantero      | Éder             | 79' |

| 20 | Delantero | Kingsley Coman      | 58'  |
| 10 | Delantero | André-Pierre Gignac | 78'  |
| 11 | Delantero | Anthony Martial     | 110' |

| 109' | Éder | 1:0 |

| 34' · 62' · 95' · 98' · 120'+3' | Cédric Soares João Mário Raphaël Guerreiro William Carvalho Rui Patrício |

| 80' · 97' · 107' · 115' | Samuel Umtiti Blaise Matuidi Laurent Koscielny Paul Pogba |

| Principal  | Mark Clattenburg                                                 |
| Asistentes | Simon Beck                                                       |
|            | Jake Collin Asistentes adicionales Anthony Taylor Andre Marriner |
| Cuarto     | Viktor Kassai                                                    |
| Quinto     | György Ring                                                      |

|                    |     |     |
| Tiros              | 9   | 18  |
| Tiros a puerta     | 3   | 7   |
| Faltas             | 12  | 13  |
| Saques de esquina  | 5   | 9   |
| Penaltis           | 0   | 0   |
| Fueras de juego    | 1   | 2   |
| Posesión del balón | 47% | 53% |

| Alineación inicial |

| 1     | Guardameta     | Rui Patrício      |     |
| 3     | Defensa        | Pepe              |     |
| 4     | Defensa        | José Fonte        |     |
| 5     | Defensa        | Raphaël Guerreiro |     |
| 21    | Defensa        | Cédric Soares     |     |
| 10    | Centrocampista | João Mário        |     |
| 14    | Centrocampista | William Carvalho  |     |
| 16    | Centrocampista | Renato Sanches    | 79' |
| 23    | Centrocampista | Adrien Silva      | 66' |
| 7     | Delantero      | Cristiano Ronaldo | 25' |
| 17    | Delantero      | Nani              |     |
| D. T. | D. T.          | Fernando Santos   |     |

| 1     | Guardameta     | Hugo Lloris       |      |
| 3     | Defensa        | Patrice Evra      |      |
| 19    | Defensa        | Bacary Sagna      |      |
| 21    | Defensa        | Laurent Koscielny |      |
| 22    | Defensa        | Samuel Umtiti     |      |
| 8     | Centrocampista | Dimitri Payet     | 58'  |
| 14    | Centrocampista | Blaise Matuidi    |      |
| 15    | Centrocampista | Paul Pogba        |      |
| 18    | Centrocampista | Moussa Sissoko    | 110' |
| 7     | Delantero      | Antoine Griezmann |      |
| 9     | Delantero      | Olivier Giroud    | 78'  |
| D. T. | D. T.          | Didier Deschamps  |      |

| 20 | Delantero      | Ricardo Quaresma | 25' |
| 8  | Centrocampista | João Moutinho    | 66' |
| 9  | Delantero      | Éder             | 79' |

| 20 | Delantero | Kingsley Coman      | 58'  |
| 10 | Delantero | André-Pierre Gignac | 78'  |
| 11 | Delantero | Anthony Martial     | 110' |

| 109' | Éder | 1:0 |

| 34' · 62' · 95' · 98' · 120'+3' | Cédric Soares João Mário Raphaël Guerreiro William Carvalho Rui Patrício |

| 80' · 97' · 107' · 115' | Samuel Umtiti Blaise Matuidi Laurent Koscielny Paul Pogba |

| Principal  | Mark Clattenburg                                                 |
| Asistentes | Simon Beck                                                       |
|            | Jake Collin Asistentes adicionales Anthony Taylor Andre Marriner |
| Cuarto     | Viktor Kassai                                                    |
| Quinto     | György Ring                                                      |

|                    |     |     |
| Tiros              | 9   | 18  |
| Tiros a puerta     | 3   | 7   |
| Faltas             | 12  | 13  |
| Saques de esquina  | 5   | 9   |
| Penaltis           | 0   | 0   |
| Fueras de juego    | 1   | 2   |
| Posesión del balón | 47% | 53% |

| Alineación inicial |

| 1     | Guardameta     | Rui Patrício      |     |
| 3     | Defensa        | Pepe              |     |
| 4     | Defensa        | José Fonte        |     |
| 5     | Defensa        | Raphaël Guerreiro |     |
| 21    | Defensa        | Cédric Soares     |     |
| 10    | Centrocampista | João Mário        |     |
| 14    | Centrocampista | William Carvalho  |     |
| 16    | Centrocampista | Renato Sanches    | 79' |
| 23    | Centrocampista | Adrien Silva      | 66' |
| 7     | Delantero      | Cristiano Ronaldo | 25' |
| 17    | Delantero      | Nani              |     |
| D. T. | D. T.          | Fernando Santos   |     |

| 1     | Guardameta     | Hugo Lloris       |      |
| 3     | Defensa        | Patrice Evra      |      |
| 19    | Defensa        | Bacary Sagna      |      |
| 21    | Defensa        | Laurent Koscielny |      |
| 22    | Defensa        | Samuel Umtiti     |      |
| 8     | Centrocampista | Dimitri Payet     | 58'  |
| 14    | Centrocampista | Blaise Matuidi    |      |
| 15    | Centrocampista | Paul Pogba        |      |
| 18    | Centrocampista | Moussa Sissoko    | 110' |
| 7     | Delantero      | Antoine Griezmann |      |
| 9     | Delantero      | Olivier Giroud    | 78'  |
| D. T. | D. T.          | Didier Deschamps  |      |

| 20 | Delantero      | Ricardo Quaresma | 25' |
| 8  | Centrocampista | João Moutinho    | 66' |
| 9  | Delantero      | Éder             | 79' |

| 20 | Delantero | Kingsley Coman      | 58'  |
| 10 | Delantero | André-Pierre Gignac | 78'  |
| 11 | Delantero | Anthony Martial     | 110' |

| 109' | Éder | 1:0 |

| 34' · 62' · 95' · 98' · 120'+3' | Cédric Soares João Mário Raphaël Guerreiro William Carvalho Rui Patrício |

| 80' · 97' · 107' · 115' | Samuel Umtiti Blaise Matuidi Laurent Koscielny Paul Pogba |

| Principal  | Mark Clattenburg                                                 |
| Asistentes | Simon Beck                                                       |
|            | Jake Collin Asistentes adicionales Anthony Taylor Andre Marriner |
| Cuarto     | Viktor Kassai                                                    |
| Quinto     | György Ring                                                      |

|                    |     |     |
| Tiros              | 9   | 18  |
| Tiros a puerta     | 3   | 7   |
| Faltas             | 12  | 13  |
| Saques de esquina  | 5   | 9   |
| Penaltis           | 0   | 0   |
| Fueras de juego    | 1   | 2   |
| Posesión del balón | 47% | 53% |

| Alineación inicial |

| Bandera de Portugal |
| Campeón Portugal    |
| 1.er título         |

- Datos: Q22002173